# Бедрос Киркоров
Бедрос Филипов Киркоров е български и руски поп певец.
Роден е на 2 юни 1932 година във Варна в арменско семейство на обущар. От ранна възраст пее във варненски хорове, учи в музикално училище в Москва, след което за кратко работи във Варненската опера. Установява се в Москва, а след това в Новгород, като записва множество естрадни и пропагандни песни.
Негов син е певецът Филип Киркоров.